# Graue Substanz
Als graue Substanz (lateinisch Substantia grisea) bezeichnet man Anteile des Zentralnervensystems, die vornehmlich Nervenzellkörper (Perikaryen) enthalten und beispielsweise Kerne bzw. Kerngebiete darstellen. Diese werden der weißen Substanz gegenübergestellt als jenen Anteilen, die vornehmlich aus Leitungsbahnen bzw. Nervenfasern bestehen und somit Nervenzellfortsätze enthalten. Deren schon makroskopisch sichtbare weiße Färbung entsteht durch umhüllende Gliazellen bzw. die Myelinscheiden der Nervenfasern.
Die graue Substanz ist eine wesentliche Komponente des Zentralnervensystems und enthält kennzeichnend die Nervenzellkörper, daneben aber auch Neuropilem (Dendrite und sowohl myelinisierte als auch unmyelinisierte Axone) sowie Gliazellen und ebenso Kapillaren. Die graue Substanz ist von der weißen Substanz insofern zu unterscheiden, als sie zahlreiche Zellkörper und relativ wenige myelinisierte Axone enthält. Die weiße Substanz hingegen besteht zum größten Teil aus langen und myelinisierten Axonen und relativ wenigen Zellkörpern. Die Bezeichnung „grau“ rührt daher, dass diese Bereiche im formalinfixierten Präparat eine graue Farbe haben. Im lebenden Gewebe ist die graue Substanz eher rosa. Umgangssprachlich ist häufig von den „grauen Zellen“ die Rede.
Im Rückenmark liegt die graue Substanz zentral und formiert ein schmetterlingsähnliches Gebilde mit einem Vorder- und Hinterhorn. Im Bereich des Brust- und Lendenabschnittes lässt sich zudem ein Intermediärhorn unterscheiden, in dem die Wurzelzellen des Sympathikus liegen. Die graue Substanz ist im Rückenmark vollständig von weißer Substanz umgeben. Die graue Substanz um den Zentralkanal des Rückenmarks wird nach Albert von Koelliker auch Koelliker-Kern genannt.
In großen Bereichen des Gehirns dagegen liegt die graue Substanz zum überwiegenden Teil außen, die weiße umhüllend. Diese Bereiche bezeichnet man als Rinde (Cortex). Einen Cortex besitzen das Großhirn (Telencephalon, siehe auch Großhirnrinde) und das Kleinhirn (Cerebellum). In den übrigen Gehirnabschnitten ist graue Substanz in die weiße Substanz oder eine Formatio reticularis eingebettet. Umschriebene Gebiete grauer Substanz bezeichnet man als Kerne oder Kerngebiete (Nuclei).
Untersuchungen, die Intelligenztestwerte mit Schichtaufnahmen vom Volumen der grauen bzw. weißen Substanz in unterschiedlichen Bereichen des Gehirns verglichen, entdeckten eine Korrelation zwischen höheren Intelligenzwerten und mehr grauer Substanz in einigen speziellen Arealen, die mit Gedächtnis, Aufmerksamkeit und Sprache in Zusammenhang gebracht werden (Haier, 2004).

## Gliederung der grauen Substanz
In entwicklungsgeschichtlicher Hinsicht ist zu unterscheiden zwischen der Substantia grisea centralis (zentrales Grau, Höhlengrau) sowie der Substantia grisea corticalis et intermedia (peripheres Grau).
Das periphere Grau hat sich vom Hohlraumsystem der Ventrikel und dem dort anzutreffenden zentralen Grau abgelöst. Das periphere Grau wird weiter in das kortikale und in das intermediäre Grau unterteilt. Es stellt eine Eigentümlichkeit des Gehirns dar und ist der Sitz zusammenfassender Funktionen. Im Rückenmark ist kein peripheres Grau vorhanden. Das von der gleichnamigen Substanz des Rückenmarks zu unterscheidende intermediäre Grau des Gehirns (Substantia grisea intermedia) bildet die von weißer Substanz umgebenen basalen Zwischenhirnkerne (Basalganglien), Nucleus hypothalamicus, Substantia nigra, Nucleus ruber, Brückenkerne, Kleinhirnkerne, Nucleus olivaris usw.
Das kortikale Grau (Substantia grisea corticalis) ist durch Schichtenaufbau oder Laminierung gekennzeichnet. Hier ist von einem Organisationsprinzip auszugehen, das bei der im Verlauf der Entwicklung auftretenden Vermehrung der Ganglienzellmasse nicht die Dicke der Zellmassen zunehmen lässt, sondern ihre flächenhafte Ausbreitung (Oberflächenvergrößerung). Der allzu starken Zunahme von flächenhafter Ausdehnung wird durch Faltung entgegengewirkt. So entstehen die für das Gehirn typischen äußeren Formationen von eigentümlich gewundenen Gyri des Gehirns (Substantia grisea corticalis). Aber auch im intermediären Grau sind die gefalteten Querschnittsbilder der Kerne wie etwa des Nucleus dentatus oder des Nucleus olivaris charakteristisch für dieses Organisationsprinzip. Diese flächenhafte Ausbreitung der grauen Substanz ist im Großhirn und Kleinhirn anzutreffen, aber auch im Bereich der oberen Vierhügel. Der durch dieses Prinzip entstehende Vorteil liegt in der besseren Zugänglichkeit der Verschaltung und daher auch des Abrufs, ungefähr vergleichbar der Handlichkeit einer Chipkarte.
Das zentrale Grau ist innerhalb des Gehirns als ein dem Ventrikelsystem angeschlossenes Nervengewebe anzusehen. Das Ventrikelsystem besitzt Anschluss an den Zentralkanal im Bereich des Rückenmarks. Das gesamte Hohlraumsystem geht aus der Lichtung des embryonalen Neuralrohres hervor. Die den Zentralkanal des Rückenmarks umgebende graue Substanz wird ebenfalls als Substantia grisea intermedia bezeichnet (siehe oben). Sie hat diesen Namen erhalten, da sie die auf beiden Seiten des Rückenmarks gelegenen und gleichfalls aus grauer Substanz bestehenden Formationen des Vorderhorns und Hinterhorns verbindet, ist jedoch nicht als Substantia grisea intermedia im Sinne der entwicklungsgeschichtlichen Einteilung zu verstehen. Innerhalb des Gehirns ist das zentrale Grau hauptsächlich der Sitz der Hirnnervenkerne. Das zentrale Höhlengrau stellt die oberste Zentrale und das übergeordnete Koordinationszentrum für alle vegetativen Funktionen dar. Solche Funktionen sind Wärme- und Kreislaufregulation, Verdauung, Ausscheidung, Sexualfunktionen usw.

## Galerie

Querschnitt des Rückenmarks: weiße Substanz außen und graue Substanz innen.
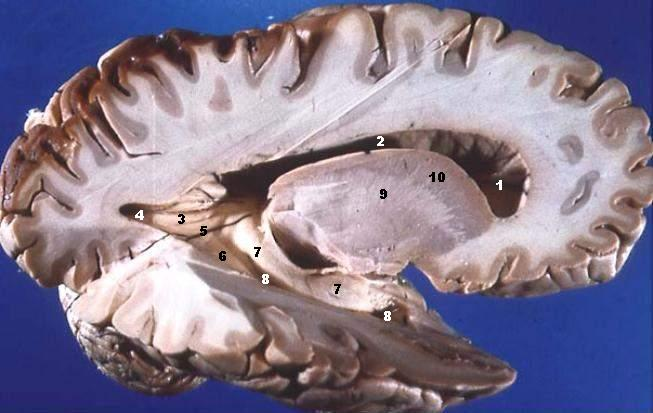
Sagittalschnitt des Gehirns: graue Substanz außen und weiße Substanz innen.